# UEFA Intertoto Cup 2005
Die Finals des UEFA Intertoto Cups 2005 wurden von RC Lens, Olympique Marseille und dem Hamburger SV gewonnen. Diese Mannschaften konnten sich somit für den UEFA-Pokal 2005/06 qualifizieren.

## Erste Runde
Die Hinspiele fanden am 18./19. Juni, die Rückspiele am 25./26. Juni 2005 statt.
|                             | Gesamt |                        | Hinspiel | Rückspiel |
| --------------------------- | ------ | ---------------------- | -------- | --------- |
| Beitar Jerusalem            | 6:4    | Sileks Kratovo         | 4:3      | 2:1       |
| Bohemians Dublin            | 2:3    | KAA Gent               | 1:0      | 1:3       |
| CS Tiligul-Tiras Tiraspol   | 2:9    | Pogoń Stettin          | 0:3      | 2:6       |
| FC Valletta                 | 2:7    | FK Budućnost Podgorica | 0:5      | 2:2       |
| JK Trans Narva              | 1:2    | SC Lokeren             | 0:2      | 1:0       |
| Victoria Rosport            | 2:5    | IFK Göteborg           | 1:2      | 1:3       |
| KS Dinamo Tirana            | 3:5    | NK Varteks Varaždin    | 2:1      | 1:4       |
| NK Slaven Belupo Koprivnica | 2:0    | NK Drava Ptuj          | 1:0      | 1:0       |
| FC Ararat Jerewan           | 1:9    | Neuchâtel Xamax        | 1:3      | 0:6       |
| CFR Cluj                    | 7:3    | Vėtra Vilnius          | 3:2      | 4:1       |
| Olympiakos Nikosia          | 0:16   | Gloria Bistrița        | 0:5      | 0:11      |
| Skála ÍF                    | 0:3    | Tampere United         | 0:2      | 0:1       |
| Vasas Budapest              | 0:2    | FK ZTS Dubnica         | 0:0      | 0:2       |
| FK Žalgiris Vilnius         | 2:0    | Lisburn Distillery     | 1:0      | 1:0       |
| FK Karvan Yevlax            | 1:4    | Lech Posen             | 1:2      | 0:2       |
| FC Rànger’s                 | 1:6    | SK Sturm Graz          | 1:1      | 0:5       |
| Bangor City                 | 1:4    | Dinaburg Daugavpils    | 1:2      | 0:2       |
| FK Smederevo                | 1:3    | FK Pobeda Prilep       | 0:1      | 1:2       |
| FK Njoman Hrodna            | 0:1    | FC Tescoma Zlín        | 0:1      | 0:0       |
| Lombard Pápa                | 3:1    | WIT Georgia Tiflis     | 2:1      | 1:0       |
| Inter Turku                 | 4:0    | ÍA Akranes             | 0:0      | 4:0       |

## Zweite Runde
Die Hinspiele fanden am 2./3. Juli, die Rückspiele am 9./10. Juli 2005 statt.
|                             | Gesamt          |                        | Hinspiel | Rückspiel |
| --------------------------- | --------------- | ---------------------- | -------- | --------- |
| SK Sigma Olmütz             | 1:0             | Pogoń Stettin          | 1:0      | 0:0       |
| CFR Cluj                    | 1:1 (5:3 i. E.) | Athletic Bilbao        | 1:0      | 0:1 n. V. |
| VfL Wolfsburg               | 5:3             | SK Sturm Graz          | 2:2      | 3:1       |
| Deportivo La Coruña         | 4:2             | FK Budućnost Podgorica | 3:0      | 1:2       |
| Ankaraspor                  | 1:4             | FK ZTS Dubnica         | 0:4      | 1:0       |
| Slovan Liberec              | 7:2             | Beitar Jerusalem       | 5:1      | 2:1       |
| AS Saint-Étienne            | 3:2             | Neuchâtel Xamax        | 1:1      | 2:1       |
| KAA Gent                    | 1:0             | FC Tescoma Zlín        | 1:0      | 0:0       |
| Hamburger SV                | 8:2             | FK Pobeda Prilep       | 4:1      | 4:1       |
| NK Slaven Belupo Koprivnica | 4:2             | Gloria Bistrița        | 3:2      | 1:0       |
| SC Lokeren                  | 3:5             | BSC Young Boys         | 1:4      | 2:1       |
| NK Varteks Varaždin         | 6:5             | Inter Turku            | 4:3      | 2:2       |
| Tampere United              | 1:0             | Sporting Charleroi     | 1:0      | 0:0       |
| Lombard Pápa                | 2:4             | IFK Göteborg           | 2:3      | 0:1       |
| FK Žalgiris Vilnius         | 3:2             | Dinaburg Daugavpils    | 2:0      | 1:2       |
| RC Lens                     | 3:1             | Lech Posen             | 2:1      | 1:0       |

## Dritte Runde
Die Hinspiele fanden am 16./17. Juli, die Rückspiele am 23. Juli 2005 statt.
|                     | Gesamt    |                             | Hinspiel | Rückspiel |
| ------------------- | --------- | --------------------------- | -------- | --------- |
| Deportivo La Coruña | 4:0       | NK Slaven Belupo Koprivnica | 1:0      | 3:0       |
| Egaleo AO Athen     | 4:5       | FK Žalgiris Vilnius         | 1:3      | 3:2       |
| Borussia Dortmund   | (a)1:1(a) | SK Sigma Olomouc            | 1:1      | 0:0       |
| BSC Young Boys      | 3:5       | Olympique Marseille         | 2:3      | 1:2       |
| NK Varteks Varaždin | 2:5       | RC Lens                     | 1:1      | 1:4       |
| Roda JC Kerkrade    | (a)1:1(a) | Slovan Liberec              | 0:0      | 1:1       |
| União Leiria        | 0:3       | Hamburger SV                | 0:1      | 0:2       |
| KAA Gent            | 0:2       | FC Valencia                 | 0:0      | 0:2       |
| FK ZTS Dubnica      | 1:5       | Newcastle United            | 1:3      | 0:2       |
| Lazio Rom           | 4:1       | Tampere United              | 3:0      | 1:1       |
| IFK Göteborg        | 0:4       | VfL Wolfsburg               | 0:2      | 0:2       |
| CFR Cluj            | (a)3:3(a) | AS Saint-Étienne            | 1:1      | 2:2       |

## Halbfinale
Die Hinspiele fanden am 27. Juli, die Rückspiele am 3. August 2005 statt.
|                     | Gesamt |                     | Hinspiel | Rückspiel |
| ------------------- | ------ | ------------------- | -------- | --------- |
| FC Valencia         | 4:0    | Roda JC Kerkrade    | 4:0      | 0:0       |
| FK Žalgiris Vilnius | 2:7    | CFR Cluj            | 1:2      | 1:5       |
| SK Sigma Olomouc    | 0:4    | Hamburger SV        | 0:1      | 0:3       |
| Deportivo La Coruña | 4:2    | Newcastle United    | 2:1      | 2:1       |
| VfL Wolfsburg       | 0:4    | RC Lens             | 0:0      | 0:4       |
| Lazio Rom           | 1:4    | Olympique Marseille | 1:1      | 0:3       |

## Finale
Die Hinspiele fanden am 9. August, die Rückspiele am 23. August 2005 statt.
|                     | Gesamt |                     | Hinspiel | Rückspiel |
| ------------------- | ------ | ------------------- | -------- | --------- |
| CFR Cluj            | 2:4    | RC Lens             | 1:1      | 1:3       |
| Deportivo La Coruña | 3:5    | Olympique Marseille | 2:0      | 1:5       |
| Hamburger SV        | 1:0    | FC Valencia         | 1:0      | 0:0       |